# Thammenhain
Thammenhain ist ein Ortsteil der Gemeinde Lossatal im Landkreis Leipzig in Sachsen. Der Ort liegt nordwestlich von Falkenhain. Am westlichen Ortsrand verläuft die Kreisstraße K 8310, durch den Ort fließt der Thammenhainer Bach.

## Geschichte
Am 1. Januar 2012 wurde Thammenhain nach Lossatal eingemeindet. Vor der Eingemeindung nach Lossatal gehörte es seit dem 1. Januar 1999 zur damaligen Gemeinde Falkenhain. Vormals entstand auf der Gemarkung ein Dorf und ein Rittergut, welches wiederum aus einem Vorwerk hervorging.

### Gutsgeschichte
Thammenhain ist vom Ursprung her ein altes Gutsdorf. 1660 erwarb es die Uradelsfamilie von Schönberg. Das Adelsgeschlecht bildete über Generationen genealogisch eine eigene Familienlinie Thammenhain heraus deren Stammvater wohl Wolf von Schönberg war. Ein Kaspar Heinrich Dam von Schönberg (1742–1797) ist Gutsherr auf Gelenau, Thum, Niederzwönitz und auf Thammenau und zugleich Kammerherr, verheiratet mit Susanna Regina von Pfister. Auch sein Erbe August Kaspar Ferdinand Dam von Schönberg (1792–1850) hat eine Frau von Pfister zur Ehefrau. Beide sind verbürgt als aktiv Mitglieder in der Evangelischen Kirche und begleiten das örtliche Patronat. Dessen Nachfolger Ferdinand Dam von Schönberg (1824–1880) macht Thammenhain zum Hauptwohnsitz. Seine zweite Frau Julia von Stralendorff (1839–1913), hatte mütterlicherseits Vorfahren aus Italien, ist selbst in Pisa geboren, war daher katholisch, und auch später ihre gemeinsamen Kinder. Bekanntester Grundbesitzer war Anfang des 20. Jahrhunderts der älteste Sohn der Vorgenannten, Adolf von Schönberg-Thammenhain (1864–1927). Er war 1897 zu Dresden in den sächsischen Freiherrenstand erhoben worden. Freiherr von Schönberg wurde zuvor königlich sächsischer Kammerherr und geheimer Kämmerer des Papstes. Er war mit Josepha von Savigny, Tochter des Geheimrats Karl Friedrich von Savigny und einer Gräfin Arnim-Boitzenburg, verheiratet. Die Schönbergs nahmen als Landwirte auch bei überregionalen Ausstellungen teil. Zum Rittergut Thammenhain gehörten 1925 konkret 981 ha Land. Davon waren 539 ha Forsten. Der Gutsbetrieb wurde durch einen Rentmeister und mit einem Wirtschaftsinspektor geführt. Eigentümer war zu jener Zeit schon der Sohn des Vorgenannten Karl-Friedrich Freiherr von Schönberg (1903–1975). Seine Ehefrau war Renata von Boch-Galhau. Nach 1945 lebte die Familie im Saarland. Das alte Herrenhaus diente zunächst als Kinderheim, dann drei Jahrzehnte als Altenheim. Die Familie von Schönberg betreibt wieder Forstwirtschaft vor Ort.

## Kulturdenkmale
In der Liste der Kulturdenkmale in Lossatal sind für Thammenhain 17 Kulturdenkmale aufgeführt.

### Ortsgeschichte
- 350 Jahre Familie von Schönberg in Thammenhain. Beiträge zur Geschichte des Ritterguts Thammenhain. In: Adel in Sachsen, Band 10, Hrsg. Lars-Arne Dannenberg, Matthias Donath, Via Regia Verlag, Königsbrück 2017. ISBN 978-3-944104-16-4.
- Heinz Martin: Falkenhain, Voigtshain und Thammenhain. Eine Chronik in 450 historischen Fotos zur 825 Jahrfeier 2023. Brandis 2021. ISBN 978-3-9525161-8-8.

### Gutsgeschichte
- Ernst Ullrich, Ernst Seyfert: Niekammer`s Landwirtschafte Güter-Adreßbücher, IX, Landwirtschaftliches Adressbuch der Güter und Wirtschaften im Freistaat Sachsen, 3. Auflage, Reichenbach`sche Verlagsanstalt, Leipzig 1925, S. 384. Digitalisat
- Gothaisches Genealogisches Taschenbuch der Freiherrlichen Häuser 1942 A. Zugleich Adelsmatrikel der Deutschen Adelsgenossenschaft, Jg. 92, Justus Perthes, Gotha, S. 463 ff.
- Hans Friedrich von Ehrenkrook, Friedrich Wilhelm Euler: Genealogisches Handbuch der Freiherrlichen Häuser A (Uradel), Band II, Band 13 der Gesamtreihe GHdA, C. A. Starke, Glücksburg/Ostsee 1956. S. 459 ff. ISSN 0435-2408
- Matthias Donath: Rotgrüne Löwen. Die Familie von Schönberg in Sachsen. In: Adel in Sachsen, Band 4, Redaktions- und Verlags-Gesellschaft Elbland, Meißen 2014, S. 530 ff. DNB